# Raye Birk
Pour les articles homonymes, voir Birk.
Raye Birk, né le 27 mai 1943 à Flint (Michigan), est un acteur américain.

## Biographie
Raye Birk sort diplômé en art dramatique de l'université Northwestern en 1965. Il a commencé sa carrière au théâtre avant de se tourner vers le cinéma et la télévision au début des années 1980. Acteur prolifique, il a joué dans plus de 100 films et séries télévisées. Il est surtout connu pour son rôle de Papshmir dans les films Y a-t-il un flic pour sauver la reine ? (1988) et Y a-t-il un flic pour sauver Hollywood ? (1994). Il a également tenu des rôles récurrents dans les séries La Loi de Los Angeles, Les Années coup de cœur et Les Dessous de Palm Beach.

## Filmographie

### Cinéma
- 1984 : Une défense canon : Sonny
- 1984 : Les Aventures de Buckaroo Banzaï à travers la 8e dimension : le journaliste
- 1987 : Cheeseburger film sandwich : Vanya
- 1987 : Balance maman hors du train : Pinsky
- 1988 : Y a-t-il un flic pour sauver la reine ? : Pahpshmir
- 1989 : Martians Go Home : le présentateur TV
- 1991 : Doc Hollywood : Simon Tidwell
- 1994 : Y a-t-il un flic pour sauver Hollywood ? : Pahpshmir
- 1998 : Star Trek : Insurrection : le docteur Son'a
- 2005 : Factotum : Heathercliff
- 2005 : L'Affaire Josey Aimes : le réceptionniste du motel
- 2009 : A Serious Man : le docteur Shapiro

### Télévision
- 1985 : Messages de l'Au-delà (téléfilm) : Harding
- 1987 : Rick Hunter (série télévisée, saison 4 épisode 6) : le lieutenant Fifer
- 1987 : Star Trek : La Nouvelle Génération (série télévisée, saison 1 épisode 10) : Wrenn
- 1988 : Alf (série télévisée, saison 2 épisodes 17 et 18) : Officier Griswald
- 1988-1993 : La Loi de Los Angeles (série télévisée, 7 épisodes) : le juge Steven Lang
- 1989 : Matlock (série télévisée, saison 4 épisode 6) : Simon Le Simple
- 1989-1991 : Les Années coup de cœur (série télévisée, 10 épisodes) : M. DiPerna
- 1992 : Un drôle de shérif (série télévisée, saison 1 épisode 1) : Mike Caton
- 1994-1995 : Les Dessous de Palm Beach (série télévisée, 6 épisodes) : Atticus Dunn
- 1996 : X-Files (série télévisée, saison 3 épisode La Guerre des coprophages) : le docteur Jeff Eckerle
- 1996 : Urgences (série télévisée, saison 3 épisode 2) : M; Hartley
- 1997 : Columbo (série télévisée, saison 13 épisode 2) : Howard Seltzer
- 1997 : Babylon 5 (série télévisée, saison 4 épisode 18) : William
- 2001 : Black Scorpion (série télévisée, 6 épisodes) : Docteur Phineas Phoenix
- 2002 : Frasier (série télévisée, saison 9 épisode 21) : Walt Twichell